# گیلده
گیلده روستایی از توابع بخش مرکزی شهرستان شفت در استان گیلان ایران است. 
رسول فروغی در گفتگو با خبرنگار مهر، اظهار کرد: با توجه به شرایط اقلیمی شفت و رویش گل‌های محمدی در منطقه جیرده علی الخصوص گیلده، هر ساله این شهرستان میزبان بیش از ۵ هزار نفر گردشگر در قالب تورهای گلاب گیری در بازه زمانی اوایل اردیبهشت تا اوایل خرداد ماه است. وی با اشاره به اینکه شفت به عنوان یکی از شهرستان‌های برتر صنعت گلاب‌گیری مطرح است، افزود: پس از ثبت ملی گلاب گیری روستای گیلده در فهرست میراث ناملموس کشور تلاش شده تا با برگزاری جشنواره این صنعت بیش از گذشته توسعه یابد. فروغی با تاکید بر اینکه طی سال‌های اخیر رشد زیر کشت گل محمدی در روستاهای شفت علاوه بر کار آفرینی رونق اقتصادی نیز داشته است، گفت: سالانه ۴ هزار لیتر گلاب در این شهرستان تولید می‌شود. فروغی تصریح کرد: شیوه سنتی تهیه گلاب در روستای گیلده از قدمتی طولانی برخوردار بوده و از اواخر قاجار رواج داشته است و در حال حاضر بیش از ۱۲ هکتار از زمین‌های این روستا به کشت این محصول اختصاص دارد.،
گیلده روستایی از توابع بخش مرکزی شهرستان شفت در استان گیلان ایران است.

## جمعیت
این روستا در دهستان جیرده قرار دارد و براساس سرشماری مرکز آمار ایران در سال ۱۳۸۵، جمعیت آن ۳۱۵ نفر (۸۲خانوار) بوده‌است.